# Nóvoie (Sakhalín)
|  | Per a altres significats, vegeu «Nóvoie». |

Nóvoie (en rus: Новое) és un poble de l'óblast de Sakhalín, a l'Extrem Orient de Rússia, que el 2013 tenia 718 habitants. Pertany al districte de Makàrov.